# Monte Ebal
Monte Ebal
O monte Ebal (em árabe: :جبل عيبال‎ Jabal ‘Aybāl; em hebraico:  הר עיבל‎ Har ‘Eival) é uma das duas montanhas situada na parte norte da Cisjordânia, próxima da cidade bíblica de Siquém, actualmente Nablus. A montanha é um dos picos mais altos da Cisjordânia, a 940 m de altitude, 59 m mais alto que o monte Gerizim, sendo separado deste por um vale. Na base deste monte existem diversos túmulos arqueológicos, além de cavernas formadas pela extracção de calcário.
De acordo com as Religiões abraâmicas, o corpo de Enoque, primogênito de Caim está enterrado.